# Roses de sang
Pour plus de détails, voir Fiche technique et Distribution.
Roses de sang (So Red the Rose) est un film américain réalisé par King Vidor, sorti en 1935.

## Synopsis
En 1861, à la plantation Portobello dans le Mississippi, la famille Bedford va se trouver mêlée aux tourments de la guerre de Sécession.

## Fiche technique
- Titre : Roses de sang
- Titre original : So Red the Rose
- Réalisation : King Vidor
- Scénario : Maxwell Anderson, Laurence Stallings, Edwin Justus Mayer, d'après le roman So Red the Rose de Stark Young
- Direction artistique : Hans Dreier, Ernst Fegté
- Costumes : Travis Banton (costumes de Margaret Sullavan)
- Photographie : Victor Milner
- Son : Harold C. Lewis, Louis H. Mesenkop
- Montage : Eda Warren
- Musique : W. Franke Harling
- Production : Douglas MacLean
- Société de production : Paramount Pictures
- Société de distribution : Paramount Pictures
- Pays d’origine :  États-Unis
- Langue originale : anglais
- Format : Noir et blanc - 35 mm - 1,37:1 - Son Mono (Western Electric Noiseless Recording)
- Genre : drame
- Durée : 90 minutes
- Dates de sortie :
  - États-Unis : 9 novembre 1935 (première)

## Distribution
- Margaret Sullavan : Valette Bedford
- Walter Connolly : Malcolm Bedford
- Randolph Scott : Duncan Bedford
- Janet Beecher : Sally Bedford
- Elizabeth Patterson : Mary Cherry
- Robert Cummings : Archie Pendleton
- Harry Ellerbe : Edward Bedford
- Dickie Moore : Middleton Bedford
- Charles Starrett : George McGehee
- Johnny Downs : caporal yankee blessé
- Daniel Haynes : William Veal
- Clarence Muse : Caton
- James Burke : Major Rushton
- Warner Richmond : Sergent confédéré
- Alfred Delcambre : Charles Tolliver
- Emma Reed : vieille servante
- Edward Gargan : cavalier
- Alex Hill : Scipion
- Luke Cosgrove : Prophète
- Leroy Broomfield : esclave
- Oscar Smith : esclave
- Kid Herman : esclave
- John Larkin : compagnon de Caton
- Charles Morris : officier
- Billy McClain : servante à la cuisine
- E.H. Calvert : major de cavalerie
- Stanley Andrews : capitaine de cavalerie
- David Newell : soldat
- Alden Chase : soldat
- Paul Parry : soldat
- Baron Lichter : soldat
- Hal Craig : soldat
- Duke York : soldat
- Lloyd Ingraham : officier
- Dick Allen : officier confédéré

## À noter
- Selon un journal de l'époque, Elizabeth Hill, la femme de King Vidor à l'époque, aurait dirigé certaines scènes avec Margaret Sullavan, pendant que son mari tournait des scènes de foule[1].